# Michael Stefano
Michael Stefano (né le 29 août 1969) est un acteur et réalisateur de films pornographiques américain.

## Biographie
Avant de débuter dans la pornographie, Michael Stefano exerce divers métiers dans la restauration et l'hôtellerie. En 1997, alors qu'il travaille comme barman, il rencontre un couple lié au milieu de la pornographie et tourne sa première scène peu après.
Il est apparu dans plus de 900 films et, selon sa propre estimation, a tourné plus de 3 000 scènes.
Une blessure l'a forcé à interrompre sa carrière d'acteur et il a profité de cette pause pour apprendre le travail de monteur.
Il débute dans la réalisation avec Extreme Associates sous le nom de Luciano. En 2001, il commence à réaliser des films pour Red Light District Video. En 2002, il fonde Platinum X Pictures avec Jewel De'Nyle (qu'il épousera un peu plus tard), avec l'aide de Red Light.
Début 2010, il est admis dans l'AVN Hall of Fame. Un peu plus tard, il annonce son retrait de la pornographie.

## Récompenses
- 2004 : AVN Award Acteur de l'année (Male Performer of the Year)
- 2009 : AVN Award Meilleure scène de sexe à trois (Best Threeway Sex Scene) pour The Jenny Hendrix Anal Experience[8]
- 2011 : AVN Award Meilleure scène de sexe de groupe (Best Group Sex Scene) pour Buttwoman vs. Slutwoman[9]

## Filmographie sélective

### Acteur
- Alexis Texas is Buttwoman (2008)
- Big Wet Asses 11, 12, 14, 15 et 17

### Réalisateur
- Luciano's Lucky Ladies (1 à 6)
- Office Confessionals (1 à 11)
- Fresh New Faces (1 à 6)
- Buttfaced (1 à 8)